# Чукучанові
Чукучанові (Catostomidae) — родина риб ряду коропоподібні (Cypriniformes), дуже близькі до родини коропові, підряд Catostomoidei.

## Склад
Родина налічує 14 родів та близько 70 видів:
Підродина Myxocyprininae  Fowler, 1958
- Myxocyprinus  Gill, 1877

Підродина Cycleptinae  Gill, 1861
- Cycleptus  Rafinesque, 1819

Підродина Ictiobinae  Bleeker, 1863
- Carpiodes  Rafinesque, 1820
- Ictiobus  Rafinesque, 1820

Підродина Catostominae  Agassiz, 1850
- Catostomus  Lesueur, 1817
- Chasmistes  Jordan, 1878
- Deltistes  Seale, 1896
- Erimyzon  Jordan, 1876
- Hypentelium  Rafinesque, 1818
- Minytrema  Jordan, 1878
- Moxostoma  Rafinesque, 1820
- Pantosteus  Cope, 1875
- Thoburnia  Jordan & Snyder, 1917
- Xyrauchen  Eigenmann & Kirsch, 1889

## Розповсюдження
12 родів родини є ендеміками Північної Америки, 1 рід — чукучан (Catostomus) зустрічається у Азії та Північній Америці, 1 рід міксоциприн (Myxocyprinus) зустрічається тільки у басейні Янцзи. Вчені вважають, що чукучанові виникли на території Східної Азії від загальних предків з короповими, а потім розповсюдились у Північну Америку. У викопному вигляді на обох континентах відомі з еоцену.

## Будова
Чукучанові зовнішнім виглядом схожі на коропових, відрізняються сильним розвитком м'ясистих губ, вкритих ворсинками, відсутністю вусиків та деякими особливостями в будові черепа. Глоткові зуби тонкі, численні (понад 10), однорядні. У чукучанових відстань від початку рила до анального плавця в 2,5 рази більше, ніж відстань від початку анального до хвостового плавця, у коропових ці пропорції менше. Самці дрібніші за самиць. В ядрах клітин міститься близько 100 хромосом, що у 2 рази більше ніж у більшості коропових риб. Морфологічно родина поділяється на 2 групи. Перша — риби з високим тулубом, мають досить великі розміри (до 120 см), це переважно мешканці рівнинних річок. Друга група — риби з веретеноподібним тулубом, порівняно невеликі розміри (до 60 см), мешкають переважно у швидких річках.

## Спосіб життя та розмноження
Живуть у річках та озерах, живляться переважно бентосними організмами, у раціоні деяких видів водною рослинністю та планктоном. Нерест навесні та в першій половині літа. Ікра донна. Плодючість у річкових чукучанових менша, ніж у озерних.